# Dorhynchus thomsoni
Dorhynchus thomsoni är en kräftdjursart som beskrevs av Thomson 1873. Dorhynchus thomsoni ingår i släktet Dorhynchus och familjen Inachidae. Inga underarter finns listade i Catalogue of Life.